# Rauchende Colts: Der lange Ritt
Rauchende Colts: Der lange Ritt (Originaltitel: Gunsmoke: The Long Ride) ist ein US-amerikanischer Western des Regisseurs Jerry Jameson aus dem Jahr 1993. Es handelt sich um den vierten von fünf Fernsehfilmen zur Serie Rauchende Colts.

## Handlung
Der inzwischen pensionierte Marshal Matt Dillon genießt auf seiner Ranch die Hochzeit seiner Tochter, als ein Aufgebot kommt, um ihn wegen des Mordes an einem Mann zu verhaften. In der Annahme, dass er mit einem anderen Mann verwechselt wurde, begleitet Dillon das Aufgebot zurück in die Stadt, um die Sache zu klären, aber er stellt fest, dass eine Belohnung von 5.000 Dollar auf seinen Kopf ausgesetzt ist.
Dillon flieht vor den beiden Männern, die ihn verhaftet haben, als klar wird, dass sie ihn für die Belohnung töten wollen. Da er immer noch an das Gesetz glaubt, reitet er in die nächstgelegene Stadt und schickt nach dem nächstgelegenen Bezirksrichter, von dem er glaubt, dass er ihm einen fairen Prozess machen kann. Doch der örtliche Sheriff Meriweather ist ein ängstlicher Mann, der nicht den Mut hat, sich gegen einen gewalttätigen Trupp unter der Führung des Sohnes des Ermordeten, Jules Braxton Jr., zu stellen.
In der offenen Prärie entkommt Dillon dem Trupp, indem er eine Abkürzung durch das Gebiet der Ute-Indianer nimmt, die der Trupp vorsichtig umgeht. Dillon trifft John Parsley, einen leicht in Ungnade gefallenen ehemaligen Prediger, und rettet ihn vor einer Anklage wegen Pferdediebstahls bei den Utes. „Onkel Jane Merkel“ betreibt einen abgelegenen Pferdehandelsposten und ist der nächstgelegene sichere Ort. Es wird deutlich, dass die romantische Beziehung zwischen Parsley und Jane ins Stocken geraten ist. Parsley hat das Gefühl, dass er seinen Glauben aufgegeben hat, um sich einem Goldrausch anzuschließen, und er bleibt an Matts Seite, um sich zu beweisen.
Collie Whitebird, das jüngste Mitglied der Bande, die den Mord begangen hat, wurde von seinen Verbündeten erschossen und dem Tod überlassen. Matt bringt ihn zurück zu Jane und überwacht die notwendige Amputation von Whitebirds Bein. Sein Zustand ist immer noch ernst, und Matt braucht einen lebenden Zeugen, um seine Unschuld zu beweisen.
Zwei Bandenmitglieder sind noch übrig, und Dillon tötet einen von ihnen bei einer notwendigen Schießerei im Saloon, wobei er darauf achtet, die Frau, mit der er im Bett war, nicht zu treffen. Ein anderer Gesetzloser, der lebend gefangen genommen wurde, versucht zu fliehen und wird versehentlich getötet, als er und Parsley um eine Schrotflinte ringen und diese versehentlich abgefeuert wird. So bleibt es einem dankbaren Whitebird überlassen, ob er die holprige Reise zurück in die Zivilisation überlebt oder nicht.
Der Trupp trifft bei Jane ein, nachdem Matt und seine Leute abgereist sind. Als sie sich weigert, ihnen frische Pferde um jeden Preis zu verkaufen, ermorden sie sie. Parsley bemerkt ihr Lieblingspferd inmitten des verfolgenden Trupps, ahnt, was geschehen ist, und greift sie wütend an. Parsley wird getötet, aber durch die anschließende Schießerei halbiert sich die Zahl der Verfolger.
Matts Tochter und Schwiegersohn sind ihm gegen seinen Willen gefolgt, sehen sich aber in ihren Bemühungen um Hilfe behindert. Seine Tochter beschließt schließlich, in das Büro des Anwalts des Toten einzubrechen und findet dabei heraus, dass der Sohn, der das Aufgebot anführte, kurz davor stand, enterbt zu werden. Der Sohn unternimmt einen letzten verzweifelten Angriff auf die Arztpraxis, in der Whitebird behandelt wird, aber Matts Tochter und Dr. Strader erweisen sich als mehr als geeignete Schützen. Als der Sohn Matts Tochter als Geisel nimmt, tötet Dillon ihn in aller Ruhe mit einem Trickschuss.
Matt kehrt zu Janes Ranch zurück und überwacht, dass sie und Parsley Seite an Seite beerdigt werden. Whitebird wird im Gegenzug für seine Zeugenaussage aus der Haft entlassen.

## Veröffentlichung
Die Erstausstrahlung erfolgte am 8. Mai 1993 auf CBS. In Deutschland hatte der Film seine Premiere am 25. August 1994 auf VHS, im Fernsehen lief er erstmals am 9. Juni 1995 auf RTL 2.

## Kritik
„Späte Folge einer alten Fernsehserie in entsprechender Machart.“